# Ondulació

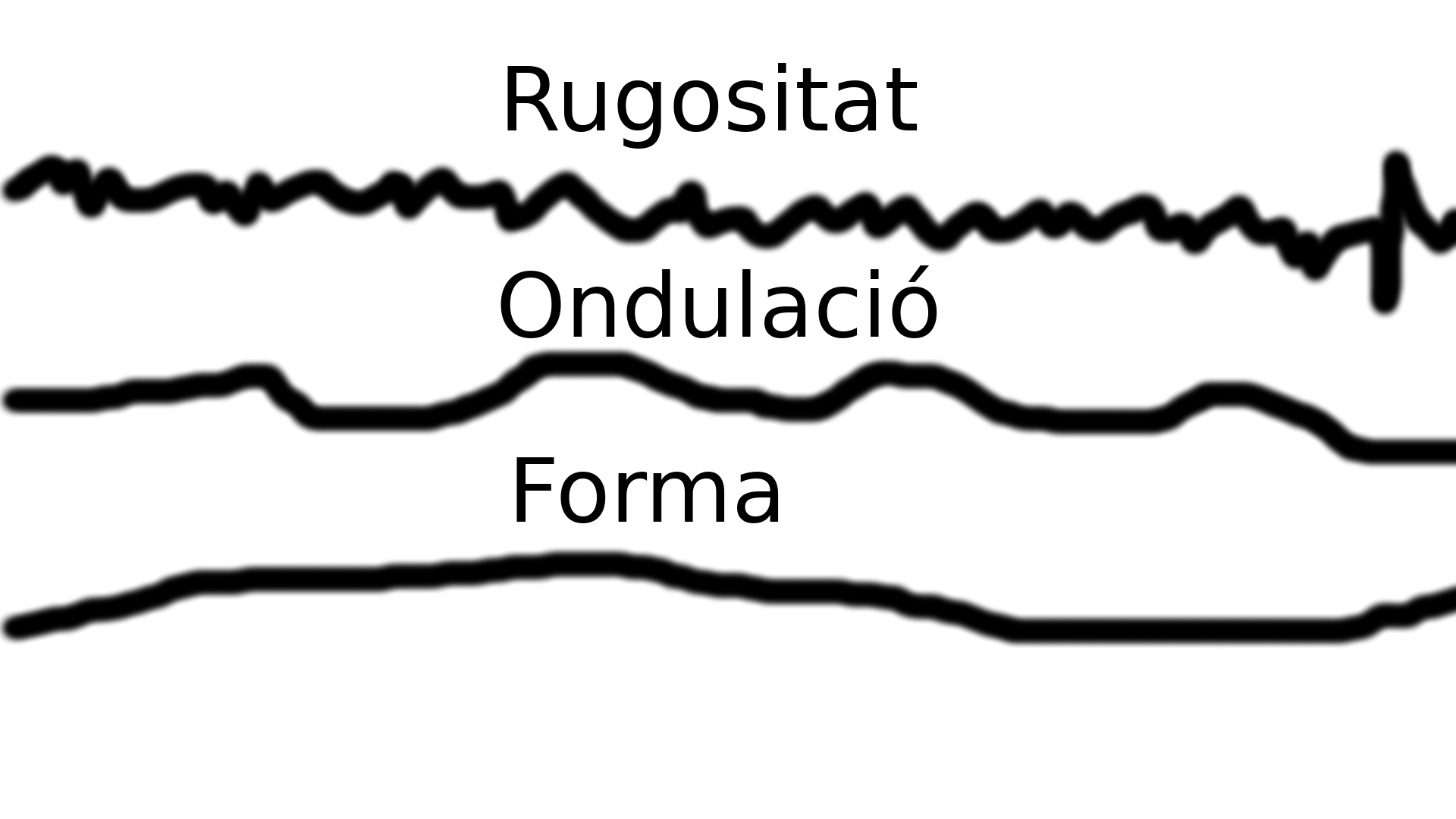
Diferència entre rugositat, ondulació i forma.

L'ondulació és la mesura del component espaiat de la textura superficial. És una visió més àmplia de la rugositat perquè es defineix més estrictament com "les irregularitats amb una separació superior que el mostreig de rugositat". Es poden produir desviacions de la màquina, tensió residual, vibracions o tractament tèrmic. S'ha de distingir de la planitud, tant per la seva separació més curta com per la seva característica de ser típicament periòdica.

## Paràmetres
Hi ha diversos paràmetres per expressar l'altura de l'ondulació el més comú és Wa & Wt, per a ondulació mitjana i ondulació total, respectivament. En sentit lateral al llarg de la superfície, l'espai entre ondes, Wsm, és un altre paràmetre que descriu l'espai mitjà entre els pics d'ondulació periòdics. Hi ha nombrosos paràmetres de mesura que influeixen en aquests valors de paràmetres. Un dels més importants és la longitud d'avaluació, que és la longitud en la qual es determinen els paràmetres d'ondulació. Dins d'aquesta longitud hi ha el perfil d'ondulació. És un perfil de textura de superfície que té les característiques de rugositat més curtes filtrades o eliminades; tampoc inclou cap canvi de perfil a causa de canvis en la geometria de la peça que no siguin intencionats (plans) o intencionals (de forma).
L'aglominació està inclosa en els estàndards ISO 4287 i ISO 16610 -21, així com a l'estàndard nord-americà ASME B46.1, i forma part del símbol de la textura superficial que s'utilitza en els dibuixos d'enginyeria.

## Mesurament
El mesurament de l'ondulació es pot fer amb una varietat d'instruments, incloent tant perfòmetres d'acabat superficial com altres instruments. La naturalesa d'aquests instruments està en constant evolució i inclou tant els instruments de contacte basats en stylus, com els instruments sense contacte, òptics i basats en làser. En els instruments anteriors, la sortida de mesura estava inherentment vinculada a l'instrument mateix, mentre que ara hi ha una certa divergència entre l'instrument que recull les dades del perfil superficial i el programari analític capaç d'avaluar aquestes dades.
Exemples dels dos instruments de generació anterior són l'onòmetre o el microtopògraf. Un metre d'ona utilitza una punta de plàstic que es connecta a una captació electrònica que després mesura les variacions de superfície. La mesura es registra com un senyal electrònic que s'amplifica i es divideix en dos senyals, una banda alta i una banda baixa. Per mesurar un rodament de boles, el senyal de banda baixa registra variacions que es produeixen cada quatre a disset vegades per revolució i el senyal de banda alta registra variacions que es produeixen entre disset i 330 vegades per revolució; la banda baixa és l'onada. Aquestes bandes es transmeten a un oscil·loscopi per a l'anàlisi.

## Utilització
Les mesures d'ondulació no són tan freqüents com les mesures de rugositat. Per exemple, la ondulació de les boles de rodament i de les carreres és un dels motius de les vibracions i el soroll dels coixinets. Altres exemples d'aplicació és en superfícies de segellat planes fresades, "pell de taronja" en superfícies pintades i en superfícies rodones.